# Éric Séva
Éric Séva, né le 16 décembre 1964 à Paris, est un saxophoniste (saxophone ténor, baryton, soprano et sopranino), improvisateur et compositeur français. 

## Biographie

### Formation
Éric Séva découvre la musique auprès de son père, saxophoniste lui-même et propriétaire d’un dancing en région parisienne. Il commence la flûte à bec à 5 ans, avant de découvrir le saxophone ténor à 11 ans. Jean Cabut, ami et voisin de la famille Séva, passionné de Big Band, lui communique également sa passion pour le jazz. 
À 16 ans, il rentre à l’École normale de musique de Paris dans la classe d'Alain Bouhey. En 1986, il obtient le diplôme supérieur de concertiste saxophoniste ainsi que le diplôme supérieur de musique de chambre. En parallèle, il joue dans l’orchestre familial qui anime des bals populaires. 
En 1990, il continue sa formation à New-York avec le saxophoniste Dave Liebman. 

### Début de carrière de musicien
Il fonde en 1990 « Yes Yes Yes » avec lequel il sortira un album sur le label Polygram Jazz en 1993 puis il rejoint en 1995 le quintette de Didier Lockwood. S’ensuivent une quinzaine d’années de collaborations sur scène et en studio avec entre autres Chris Réa, Franck Tortiller, Éric Longsworth, Khalil Chahine, David Krakauer, Sylvain Luc ou encore Sylvin Marc. Il devient soliste de l’Orchestre National de Jazz de 2005 à 2008. 
Il collabore également avec de nombreux artistes de variété, comme Zaz, Henri Salvador, Jean-Michel Jarre, Michel Sardou, Les Rita Mitsouko, Maxime Le Forestier, Sanseverino, Thomas Fersen, ou Dick Annegarn.

### Carrière en tant que leader
En 2005, Éric Séva signe sur le label « Le Chant du monde » d’Hamonia Mundi pour deux albums en son nom. Le premier, Folklores Imaginaires, sort la même année et le second, Espaces Croisés, sort en 2009. Ont suivi Nomade Sonore en 2015 sur le label Gaya Music Production, Body and Blues en 2017 et Mother of Pearl en 2020 sur le label Les Z’Arts de Garonne, et enfin Résonances et Adeo en 2021 sur le label Laborie Jazz,,. 
Son disque Nomade Sonore a été « Disque choc de l'année 2015 » pour Jazz Magazine. Mother of Pearl a été noté « 4 étoiles » par le même Jazz Magazine et a reçu le « Choc » de Classica . 
Il s'est produit en concert dans de nombreux festivals en France et à l'international, comme « Jazz sous les Pommiers » (à Coutances), le festival Radio France à Montpellier, le « Paris Jazz Festival », « Jazzaldia » en Espagne, « Les rendez-vous de l'Erdre » à Nantes, le « Nevers Jazz Festival », le festival de jazz de Rome « Una Striscia di Terra Feconda » à la Casa Del Jazz, les scènes nationales de Bayonne et Quimper, le New-Morning et le Sunset à Paris, le « Cannes Jazz Festival », le Congrès mondial du saxophone à Strasbourg, le festival de Trier en Allemagne, ou encore « Jazz à Saint-Émilion ».

### Implication dans la vie associative
En 2010, après son installation en Lot-et-Garonne, il crée l’association « Les Z’Arts de Garonne » avec Myriam Esparcia. Leur objectif est alors d’organiser des évènements autour du jazz et des musiques du monde à Marmande et dans le Val-de-Garonne. Cette volonté s’est concrétisée par l’organisation de stages de musiques, d’actions de médiation culturelle (avec notamment de nombreux concerts dans les établissements scolaires du département,), et du festival « Jazz et Garonne » qui a fêté sa 10e en 2020.

## Discographie

### En tant que leader
- Résonances – Laborie Jazz (2021) – Avec Kevin Reveyrand (basse) et Jean-Luc Di Fraya (batterie, percussions, cajón, voix) ;
- Mother of Pearl – Les Z'arts de Garonne (2020) – Avec Daniel Mille (accordéon), Alfio Origlio (piano, Fender Rhodes), Christophe Wallemme (contrebasse) et Zaza Desiderio (batterie, percussions) ;
- Body and Blues – Les Z'arts de Garonne (2017) – Avec Christophe Cravéro (piano, Fender Rhodes, B3, violon), Manu Galvin (guitares), Christophe Wallemme (basse, contrebasse), Stéphane Huchard (batterie, percussions), Harrison Kennedy (voix, mandoline, banjo) et Michael Robinson (voix) ;
- Nomade sonore – Gaya (2015) – Avec Daniel Zimmermann (trombone), Bruno Schorp (contrebasse) et Matthieu Chazarenc (batterie) ;
- Espaces croisés – Le Chant du monde, Harmonia Mundi (2009) – Avec William Lecomte (piano, Nord Lead), Lionel Suarez (accordéon, bandonéon) et Pierre-François Dufour (batterie, percussions) ;
- Folklores imaginaires – Le Chant du monde, Harmonia Mundi (2005) – Avec Olivier Louvel (guitares, saz, bouzouki et balalaïka), Patrice Héral (batterie, percussions, voix et live electronics), Daniel Yvinec (contrebasse), Didier Malherbe (doudouk), Idriss Boudrioua (saxophone alto et voix) et Benoît Widemann (moog).

### En tant que «co-leader»
- In Folio – Papier Musique – Siesta Records (1998) ;
- Salmieri, Top, Séva – Système Solaire (1997) ;
- In Folio – In Folio – JMS (1995) ;
- Yes Yes Yes – Yes Yes Yes – Polygram Jazz (1993) ;
- Yes Yes Yes | 12Th Europ' Jazz Contest Hoeilaart International – Polydor/Verve (1990) ;
- Écume | Écume – La Lichere (1989).